# Équipe de Martinique de football
Maillots
L'équipe de Martinique de football est une sélection des meilleurs joueurs martiniquais gérée par la Ligue de football de la Martinique (LFM), laquelle est placée sous l'égide de la FFF.
Bien que non reconnue par la FIFA, la Martinique est depuis 2013 membre à part entière de la CONCACAF. À ce titre, la sélection participe à toutes les compétitions organisées par cette confédération mais les clubs évoluant dans une autre confédération, notamment l'UEFA, ne sont pas tenus de libérer leurs joueurs convoqués par cette sélection.
Les Matinino ont remporté à trois reprises la Coupe caribéenne des nations et ont disputé huit fois la Gold Cup, le tournoi continental de la CONCACAF. En 2002, ils ont atteint les quarts-de-finale ce qui constitue leur meilleure performance dans cette compétition.

## Le cadre statutaire

### Spécificité de la sélection
Cette sélection ne participe pas à la Coupe du monde de football mais prend part à la Gold Cup en vertu d'accords spéciaux existants entre la Fédération française de football, la FIFA et la CONCACAF. Elle participe aussi à la Coupe caribéenne des nations organisée par la CFU. À l'instar de la Guadeloupe, la Ligue de football de Martinique ambitionnerait néanmoins de participer aux compétitions de la FIFA.
Le règlement d'application des statuts de la CONCACAF et le règlement de la Gold Cup autorisent des sélections comme la Guadeloupe, la Martinique et la Guyane à faire appel à des joueurs internationaux n’ayant plus porté le maillot national de la France depuis au moins cinq ans, .
La Martinique n'étant pas affiliée à la FIFA, un joueur qui accepte une sélection en équipe de Martinique ne renonce pas à jouer en équipe de France. Frédéric Piquionne a par exemple été sélectionné avec la Martinique avant d'être sélectionné en équipe de France. Charles-Edouard Coridon a également joué avec la sélection de Martinique avant d'être sélectionné en équipe de France espoirs de football.

### Difficultés pour obtenir la libération des joueurs pros
Pour la Gold Cup 2002, le président de la Ligue de Martinique, Alain Rapon, obtint seulement la libération de trois joueurs martiniquais évoluant en métropole, Eddy Heurlié (Troyes), David Dicanot (RC Paris) et Fabrice Reuperné (Romorantin). « Aux Antilles, nous formons beaucoup de joueurs, soupire le président, mais les clubs de la métropole ne nous renvoient jamais l’ascenseur. Pour cette Gold Cup, nous avons quand même enregistré trois refus. Alors, bien sûr, quand nous jouons face à de vraies sélections nationales comme le Costa Rica, qualifié pour la Coupe du monde, l’expérience nous manque. » Les moyens financiers également. Le président de la Ligue de Martinique demanda ainsi à la FFF une aide financière de 45 735 euros et la mise à disposition d’un entraîneur national. Seulement 22 867 euros furent débloqués par Paris. 
« Financièrement, pour emmener 35 personnes à Miami, nous avons du mal à boucler la boucle, malgré l’aide de la région et du préfet, poursuit Alain Rapon. La CONCACAF prend seulement en charge 25 personnes, alors nous partons un peu dans l’inconnu. Nous ne sommes pas l’équipe de France. » Le club Martinique disposait cependant un sélectionneur, Théodore Antonin, lequel était assisté d’un adjoint, Gérard Janvion. Gérard Janvion rêvait en fait d’une « vraie équipe professionnelle de la Martinique, susceptible de relever tous les défis et surtout de bien représenter les Antilles. » Sportivement parlant. « Nous n’avons pas de revendication politique et nationaliste », reprit, prudent, le président de la Ligue. Il s’agissait là, en effet, d’un autre terrain de jeu.
En devenant membre de plein droit, la sélection de Martinique bénéficie des mêmes dotations que les autres nations de la confédération. Néanmoins, n'étant toujours pas membre de la FIFA, les clubs professionnels n'ont pas l'obligation de libérer leurs joueurs appelés en sélection de Martinique. Ainsi pour la coupe de la Caraïbe et la Gold Cup 2017, le RC Lens refuse que Kévin Fortuné joue avec les Matinino alors même qu'il est en vacances en Martinique pendant la trêve de Ligue 2.

### Dilemme à propos du drapeau et de l'hymne
Le 15 novembre 2006, eu lieu un curieux incident diplomatique le soir de la rencontre Martinique-Suriname. Le drapeau français et la Marseillaise furent « oubliés » avant la rencontre. Un proche du comité d'organisation du match fit alors rapidement télécharger l'hymne au stade Dillon même. Cette absence ayant surpris l'un des commissaires de l'UFC, celui-ci adressa aussitôt un courriel au bureau de l'UFC, à Trinidad. Ces derniers interpellèrent à leur tour la CONCACAF, laquelle demanda des explications à la FFF, à Paris, qui en fit part au ministère de l'intérieur de la République française. Ainsi, la Préfecture de la Martinique fut saisie d'une demande d'explications. La Ligue de Martinique fut alors sommée de prendre ses dispositions pour trouver et le drapeau et la musique pour la suite de la Coupe de la Caraïbe des Nations. La Martinique fut ensuite sanctionnée d'une amende par l'UFC. 
L'affaire ne sembla pas embarrasser le président Rapon, qui se dégagea de toute responsabilité, s'appuyant sur le fait que sa Ligue ne recevait rien de la FFF pour l'organisation de ce tournoi et ne faisait rien pour que l'équipe de Martinique ne dispose des joueurs martiniquais évoluant chez les pros. Le dilemme franco-caribéen concernant le drapeau et l'hymne français reste entier car, de surcroît, ces symboles ne plaisent pas toujours, certains reconnaissant la France comme étant un État européen et non caribéen.

## Histoire

### Les débuts de la sélection
En janvier 1971, le Santos FC et Pelé sont à Fort-de-France pour un match amical contre la sélection de la Martinique. À cause du prix élevé du match et la contestation sociale qui s'ensuivit, il fut décidé de le retransmettre en direct. C'est à cette occasion la première rencontre sportive diffusée en direct dans l'île.
1983 est une année fondatrice pour la sélection martiniquaise dans le concert international ; à cette époque la Martinique n'est pas encore membre de l'Union caribéenne de football (CFU) et ne participe à la Coupe caribéenne des nations - à l'époque appelée CFU Championship - qu'en tant qu'invité. Elle remporte alors cette compétition à la surprise générale en juillet et intègre la CFU en août. La Martinique rempile en 1985 et obtient son deuxième trophée dans la compétition.

### Les années 1990 et la première Gold Cup
Les Matinino remportent leur troisième Coupe caribéenne en 1993 en Jamaïque. Ils avaient débuté dans le groupe 6 du tour préliminaire en dominant la Guyane et la Guadeloupe, 2-1 et 4-1 respectivement. Au 1er tour ils remportent le groupe B avec trois victoires de suite face à Sainte Lucie (2-0), Saint-Vincent-et-les Grenadines (3-0) et le tenant du titre, Trinidad-et-Tobago (3-2). En demi-finales, ils s'imposent lors de la séance de tirs au but contre Saint-Christophe-et-Niévès (1-1 a.p. 4 tab 3) puis s'imposent à nouveau dans cet exercice face à l'hôte jamaïquain après un match nul et vierge (0-0 a.p. 6 tab 5).
Cette victoire leur ouvre la porte de la Gold Cup 1993, organisée conjointement par les États-Unis et le Mexique. Le premier match est terrible car les Martiniquais encaissent, le 11 juillet 1993, au Stade Aztèque, la pire défaite de leur histoire, un cinglant 9-0 face au Mexique. Ils se ressaisissent 4 jours plus tard en tenant en échec le Canada 2-2 avant de succomber lors du dernier match de poule contre le Costa Rica (1-3).
L'année suivante, la Martinique atteint la finale de la Coupe caribéenne des nations 1994 mais encaisse une lourde défaite 7-2 face à Trinidad-et-Tobago, hôte de la compétition. En 1996 elle est éliminée en demi-finales. Toutefois elle s'impose lors du match de classement contre le Suriname aux tirs au but (1-1 a.p. 3 tab 2).

### Double participation en Gold Cup 2002 et 2003
Conséquence de la 3e place obtenue lors de la Coupe caribéenne des nations 2001, la Martinique valide son billet pour la Gold Cup 2002 aux États-Unis. Placée dans le groupe C avec le Costa Rica et Trinidad-et-Tobago, elle perd sa première rencontre face aux Costariciens 2-0 mais se rachète en battant Trinidad 1-0 avec un but de Patrick Percin, synonyme de qualification en quarts de finale. Le 26 février 2002, les Matinino affrontent le Canada, tenant du titre, à l'Orange Bowl de Miami. Cette rencontre se solde par un match nul 1-1 a.p. puis une séance de tirs au but qui sera favorable aux Canadiens (6 tab 5). Cette campagne reste la meilleure réalisée par une équipe martiniquaise en Gold Cup.
Après un parcours du combattant qui l'a vu enchaîner trois tours préliminaires, puis une dernière poule de barrage qu'elle accueille chez elle, la Martinique finit par se qualifier à la Gold Cup 2003. En compagnie des États-Unis et du Salvador, elle ne peut éviter deux défaites (0-2 et 0-1 respectivement) qui la condamnent à une élimination prématurée.

### Gold Cup 2013
Dix ans après leur dernier tournoi continental, les Matinino se qualifient pour leur quatrième Gold Cup à la faveur d'une 4e place obtenue durant la Coupe caribéenne des nations 2012. Ils démarrent en fanfare le tournoi puisqu'ils battent le Canada 1-0 en match d'ouverture, le 13 juillet 2013, à Pasadena (but du vétéran Fabrice Reuperné dans les arrêts de jeu). Cependant ils s'inclinent dès leur deuxième match face au Panama (0-1) après avoir tenu le nul jusqu'à la 85e minute. Ils sont encore battus lors du dernier match de poule par le Mexique (1-3). Avec 3 points au compteur, les Martiniquais pouvaient encore atteindre les quarts de finale parmi les meilleurs troisièmes. Mais la victoire de Cuba sur le Belize par quatre buts à zéro retourna la situation en faveur des premiers qui, avec la même différence de buts que les Martiniquais (-2), les coiffèrent sur le fil en vertu d'une meilleure attaque (5 buts marqués contre 2 seulement pour les Matinino).

### Une campagne 2014 amère
La Coupe caribéenne des nations 2014 est marquée par la possibilité de se qualifier pour la Copa América Centenario et une place supplémentaire via des barrages à la Gold Cup 2015 mais surtout par le fait que, pour la première fois, les rencontres sont disputées pendant les dates prévues par la FIFA pour les matches internationaux. La campagne débute très bien par un 1er tour préliminaire à domicile où les Matinino menés par Frédéric Piquionne se qualifient sans encombre. Le tour suivant en Guadeloupe est plus difficile avec en ouverture un match nul décevant face à Curaçao à la suite d'une bourde de Steeve Elana dans les arrêts de jeu. Néanmoins, Julien Faubert est étincelant inscrivant cinq buts pour ces trois premiers matches avec la Martinique qui s'impose ensuite face aux Guadeloupéens chez eux (2-1) et contre Saint-Vincent-et-les-Grenadines (4-3).
Quelques jours avant le début de la compétition, les dates de la phase finale sont décalées d'un jour ce qui aura pour conséquence de priver la sélection de six de ses joueurs pros pour le dernier match de groupe, conformément aux accords passés avec leurs clubs. Le premier match constitue une belle performance en faisant match nul 1-1 face aux favoris et hôtes jamaïcains sur leur terrain. Un but de Dominique Pandor refusé pour un hors-jeu litigieux en fin de 2e mi-temps aurait pu faire basculer le match. Pour sa deuxième rencontre, la Martinique s'effondre face à Haïti qui inscrit 3 buts dans la dernière demi-heure (défaite 0-3). Cette sévère défaite conjuguée avec la convaincante victoire 4-1 de la Guyane face à Curaçao condamne la Martinique – malgré une victoire 2-0 contre Antigua-et-Barbuda – à la différence de buts. Ce résultat est d'autant plus décevant que les Martiniquais ont eu beaucoup d'occasions d'aggraver le score mais ils finissent à la plus mauvaise place : 6e, la première non qualifiante.

### Gold Cup 2017

#### Qualifications couplées Coupe de la Caraïbe et Gold Cup
Les Matinino font oublier leur échec lors de la Coupe caribéenne des nations 2014 en se qualifiant brillamment à la Gold Cup 2017. En effet, lors des éliminatoires de la Coupe caribéenne des nations 2017, ils remportent leurs six matchs de qualification avec notamment deux victoires à domicile face à la Guadeloupe (2-0) et surtout contre Trinité-et-Tobago (2-0 a.p), victoire qui permet à la Martinique de devenir la première sélection caribéenne (avec Curaçao) à valider son billet à la fois à la Coupe caribéenne des nations 2017 et à la sus-citée Gold Cup.

#### Coupe caribéenne des nations 2017
Néanmoins cette bonne dynamique marque un coup d'arrêt à l'approche des échéances : plusieurs joueurs professionnels constituant l'ossature de cette sélection ne sont pas libérés pour les phases finales de la Gold Cup et de la Coupe de la Caraïbe (Julien Faubert, Jean-Sylvain Babin, Bruno Grougi) de même que de nombreux joueurs pro souhaitant faire leurs débuts avec les Matinino à cette occasion (Kévin Théophile-Catherine, Kévin Fortuné, Kenny Lala, Christophe Hérelle, William Vainqueur, Jimmy Briand, Sylvain Marveaux ou encore Joris Marveaux).
Organisatrice de la phase finale de la Coupe caribéenne des nations 2017, la Martinique s'incline à domicile en demi-finale (1-2) contre Curaçao, l'équipe révélation de cette compétition, s'appuyant sur un groupe stable de joueurs professionnels évoluant en Europe et un système de jeu mis en place par Patrick Kluivert, avant qu'il ne rejoigne le PSG. Elle s'incline une seconde fois face à la Guyane (0-1) lors du match de classement pour la 3e place.

#### Phase finale de la Gold Cup 2017
La Gold Cup 2017 débute malgré tout sous de bons auspices car les Matinino s'imposent 2-0 sur le Nicaragua, petit poucet du groupe B. Ils s'inclinent de justesse face aux États-Unis, hôtes de la compétition, qui s'imposent non sans trembler sur un score étriqué de 3-2. En effet, menés par deux buts à zéro à l'heure de jeu, un doublé de Kévin Parsemain a permis aux Martiniquais de recoller au score avant qu'un dernier but de l'Américain Jordan Morris, auteur lui aussi d'un doublé, n'offre définitivement l'avantage aux siens. Lors du troisième match de poule, la Martinique craque 3-0 devant le Panama. Cette défaite précipite l'élimination de l'équipe qui avait besoin d'un match nul pour espérer terminer parmi les deux meilleurs troisièmes de groupe – places revenant au Salvador et au Honduras – afin de se hisser en quarts-de-finale, instance que les Matinino n'ont plus retrouvée depuis 2002.

### Depuis 2018

#### Gold Cup 2021
L'équipe de Martinique participe pour la 7e fois de son histoire à la Gold Cup 2021 aux États-Unis du 11 juillet au 1er août 2021. La Martinique avec plus de 80 % de joueurs amateurs évoluant en R1 Martinique et seulement 4 professionnels était le petit poucet de la compétition. L'équipe de Martinique était dans le groupe B, le plus difficile avec deux favoris les États-Unis, le vainqueur, le Canada, demi-finaliste et l'Équipe d'Haïti de football. La Martinique perd ses 3 matchs de poule, 4-1 face au Canada, 6-1 face aux États-Unis et 2-1 face à Haïti et est éliminée dès le premier tour.

## Résultats

### Parcours en Gold Cup
| Année | Position    |      | Année             | Position |                   | Année | Position |
| 1963  | Non inscrit | 1991 | Tour préliminaire | 2011     | Tour préliminaire |       |          |
| 1965  | Non inscrit | 1993 | 1er tour          | 2013     | 1er tour          |       |          |
| 1967  | Non inscrit | 1996 | Tour préliminaire | 2015     | Tour préliminaire |       |          |
| 1969  | Non inscrit | 1998 | Non inscrit       | 2017     | 1er tour          |       |          |
| 1971  | Non inscrit | 2000 | Tour préliminaire | 2019     | 1er tour          |       |          |
| 1973  | Non inscrit | 2002 | Quarts de finale  | 2021     | 1er tour          |       |          |
| 1977  | Non inscrit | 2003 | 1er tour          | 2023     | 1er tour          |       |          |
| 1981  | Non inscrit | 2005 | Tour préliminaire | 2025     | Tour préliminaire |       |          |
| 1985  | Non inscrit | 2007 | Tour préliminaire |          |                   |       |          |
| 1989  | Non inscrit | 2009 | Tour préliminaire |          |                   |       |          |

### Parcours en Ligue des nations
| Édition   | Ligue | Phase de groupes | Phase de groupes | Phase de groupes | Phase de groupes | Phase de groupes | Phase de groupes | Phase de groupes | Phase finale | Phase finale | Phase finale | Phase finale | Phase finale | Phase finale | Phase finale | Phase finale |
| Édition   | Ligue | Class.           | M                | V                | N                | D                | BM               | BE               | Pays hôte    | Résultat     | M            | V            | N            | D            | BM           | BE           |
| --------- | ----- | ---------------- | ---------------- | ---------------- | ---------------- | ---------------- | ---------------- | ---------------- | ------------ | ------------ | ------------ | ------------ | ------------ | ------------ | ------------ | ------------ |
| 2019-2020 | A     | 2/3              | 4                | 0                | 3                | 1                | 4                | 5                | 2020         | Non qualifié | Non qualifié | Non qualifié | Non qualifié | Non qualifié | Non qualifié | Non qualifié |
| 2022-2023 | A     | 3/3              | 4                | 0                | 1                | 3                | 1                | 9                | 2023         | Non qualifié | Non qualifié | Non qualifié | Non qualifié | Non qualifié | Non qualifié | Non qualifié |
| 2023-2024 | A     | 3/6              | 4                | 2                | 1                | 1                | 2                | 3                | 2024         | Non qualifié | Non qualifié | Non qualifié | Non qualifié | Non qualifié | Non qualifié | Non qualifié |
| 2024-2025 | A     | 4/6              | 4                | 1                | 2                | 1                | 4                | 5                | 2025         | Non qualifié | Non qualifié | Non qualifié | Non qualifié | Non qualifié | Non qualifié | Non qualifié |
| 2026-2027 | A     | /6               | 0                | 0                | 0                | 0                | 0                | 0                | 2027         | A venir      | A venir      | A venir      | A venir      | A venir      | A venir      | A venir      |
| Total     | Total | Total            | 16               | 3                | 7                | 6                | 11               | 22               | Total        | Total        | 0            | 0            | 0            | 0            | 0            | 0            |

### Coupe caribéenne des nations (1978-2017)
- 1978 : 2e tour préliminaire
- 1979 : 2e tour préliminaire
- 1981 : 1er tour préliminaire
- 1983 : Vainqueur
- 1985 : Vainqueur
- 1988 : 3e place
- 1989 : Tour préliminaire
- 1990 : Finale annulée[13]
- 1991 : Phase de groupe
- 1992 : 3e place
- 1993 : Vainqueur
- 1994 : Finaliste
- 1995 : Tour préliminaire
- 1996 : 3e place
- 1997 : Phase de groupe
- 1998 : Phase de groupe
- 1999 : 2e tour préliminaire
- 2001 : 3e place
- 2005 : 2e tour préliminaire
- 2007 : Phase de groupe
- 2008 : 2e tour préliminaire
- 2010 : Phase de groupe
- 2012 : 4e place
- 2014 : Phase de groupe
- 2017 : 4e place

### Coupe de l'Outre-Mer (2008-2012)
- 2008 : Finaliste
- 2010 : Vainqueur
- 2012 : Finaliste

### Palmarès
- Coupe caribéenne des nations (3) :
  - Vainqueur en 1983, 1985 et 1993.
  - Finaliste en 1990[13] et 1994.

- Coupe de l'Outre-Mer[14] (1) : 
  - Vainqueur en 2010.
  - Finaliste en 2008 et 2012.

- Gold Cup :
  - Quart-de-finaliste en 2002.

## Sélectionneurs

### Encadrement technique actuel
Depuis décembre 2021
- Sélectionneur sélection sénior : Marc Collat[15]
- Sélectionneur adjoint : Gaël Germany
- Entraîneur des gardiens : Fabrice Piéjos
- Préparateur physique : David Guillet
- Intendant : Youri Rogol
- Intendant-adjoint : Ludovic Suédile
- Masseur-kinésithérapeute : Jean-Yves Piquion

### Liste de sélectionneurs
| Nom                           | Dates                |
| ----------------------------- | -------------------- |
| Louis Marianne / Marcel Pujar | 1983-1985            |
| Raymond Destin                | 1993                 |
| Saint-Hubert Reine Adélaïde   | 1998-2001            |
| Théodore Antonin              | 2002-2003            |
| Guy-Michel Nisas              | ...-2011             |
| Patrick Cavelan               | 2011-2013            |
| Louis Marianne                | 2014-sept. 2016      |
| Jean-Marc Civault             | sept. 2016-déc. 2017 |
| Mario Bocaly                  | déc. 2017-2021.      |